# Васкиа
Васкиа (Vaskia, Woskia) — папуасский язык, на котором говорят на острове Каркар округа Маданг провинции Маданг в Папуа — Новой Гвинее. Васкиа делят свой остров с носителями языка такиа и океанийскими языками, которые были заново реконструированы под влиянием васкиа, который является языком совместного владения. Язык васкиа также похож на язык корак.